# Rallye Sanremo 1977
Die 19. Rallye Sanremo war der 9. Lauf zur Rallye-Weltmeisterschaft 1977. Sie fand vom 4. bis zum 8. Oktober in der Region von Sanremo statt. Von den 33 geplanten Wertungsprüfungen wurden drei abgesagt.

## Klassifikationen

### Endergebnis
| Rang | Fahrer              | Co-Pilot             | Auto                  | Zeit (Std./Min./Sek.) | Rückstand Sieger (Std./Min./Sek.) Rückstand V (Min./Sek.) |
| ---- | ------------------- | -------------------- | --------------------- | --------------------- | --------------------------------------------------------- |
| 1    | Jean-Claude Andruet | Christian Delferrier | Fiat 131 Abarth       | 10:27:43              | 0:00:00 00:00                                             |
| 2    | Maurizio Verini     | Bruno Scabini        | Fiat 131 Abarth       | 10:29:40              | 0:01:57 01:57                                             |
| 3    | Antonio Fassina     | Mauro Mannini        | Fiat 131 Abarth       | 10:36:30              | 0:08:47 06:50                                             |
| 4    | Mauro Pregliasco    | Vittorio Reisoli     | Lancia Stratos HF     | 10:38:30              | 0:10:47 02:00                                             |
| 5    | Björn Waldegård     | Hans Thorszelius     | Ford Escort RS1800    | 10:41:19              | 0:13:36 02:49                                             |
| 6    | Federico Ormezzano  | Renato Meiohas       | Opel Kadett GT/E      | 10:57:01              | 0:29:18 15:42                                             |
| 7    | Jean Ragnotti       | Jean-Marc Andrié     | Renault 5 Alpine      | 11:08:48              | 0:41:05 11:47                                             |
| 8    | Angelo Presotto     | Mirko Perissutti     | Opel Kadett GT/E      | 11:21:22              | 0:53:39 12:34                                             |
| 9    | Orlando Dall'Ava    | Alberto Russo        | Alfa Romeo Alfetta GT | 11:29:50              | 1:02:07 08:28                                             |
| 10   | Christian Gardavot  | Georges Otto         | Porsche 911           | 11:32:43              | 1:05:00 02:53                                             |

Insgesamt wurden 38 von 133 gemeldeten Fahrzeuge klassiert:

### Herstellerwertung
| Pos. | Team   | Punkte |
| ---- | ------ | ------ |
| 1    | Fiat   | 130    |
| 2    | Ford   | 124    |
| 3    | Opel   | 64     |
| 4    | Toyota | 52     |
| 5    | Lancia | 44     |

Die Fahrer-Weltmeisterschaft wurde erst ab 1979 ausgeschrieben.